# Gustav John von Freyend
Gustav Ernst Karl Leopold John, seit 1856 John von Freyend (* 4. Februar 1834 in Gleiwitz; † 16. Oktober 1892 in Karlsbad) war ein preußischer Generalleutnant.

## Leben

### Herkunft
Gustav war das dritte von vier Kindern des preußischen Oberstleutnants Leopold John (1777–1848) und dessen Ehefrau Ernestine, geborene von Freyend (1801–1863). Die Familie wurde nach dem Tod des Vaters am 27. Dezember 1857 durch die Namensvereinigung als „John von Freyend“ in den erblichen preußischen Adelsstand erhoben. Der preußische Generalleutnant Oskar John von Freyend (1858–1926) war sein Neffe.

### Militärkarriere
Nach dem Besuch des Gymnasiums in seiner Heimatstadt sowie der Kadettenhäuser in Wahlstatt und Berlin wurde John am 27. April 1852 als Sekondeleutnant dem 10. Infanterie-Regiment der Preußischen Armee überwiesen. Von April bis Juni 1853 war er zum Besatzungskommando der Festung Silberberg und von Mai bis September 1854 zum Lehr-Infanterie-Bataillon kommandiert. Zur weiteren Ausbildung absolvierte John ab Oktober 1856 die Allgemeine Kriegsschule und stieg Ende Mai 1859 zum Premierleutnant auf. Von Anfang August bis Mitte Oktober 1859 war er dann Adjutant des I. Bataillons. Bei der Reorganisation der Armee wurde John am 1. Juli 1860 in das neugeschaffene 3. Niederschlesische Infanterie-Regiment Nr. 50 versetzt, dass sich aus Teilen seines Stammregiments formierte. Im Herbst 1861 nahm er an der Generalstabsübungsreise des VI. Armee-Korps teil und war von Juli bis September 1862 als stellvertretender Adjutant des Generalkommandos kommandiert.
Als Führer der 8. Kompanie nahm John am Krieg gegen Dänemark teil und rückte während des Feldzuges am Mitte Juli 1864 unter Beförderung zum Hauptmann zum Kompaniechef auf. Im folgenden Krieg gegen Österreich führte er sein Kompanie in der Schlacht bei Königgrätz und konnte in deren Verlauf eine Batterie und ein weiteres Geschütz im Nahkampf erobern. Dafür erhielt er den Roten Adlerorden IV. Klasse mit Schwertern. Nach dem Krieg erfolgte am 30. Oktober 1866 seine Versetzung nach Fulda in das Infanterie-Regiment Nr. 83. An der Spitze der 5. Kompanie nahm John während des Krieges gegen Frankreich 1870 an den Schlachten bei Weißenburg sowie Wörth teil und wurde bei Sedan schwer verwundet.
Ausgezeichnet mit dem Eisernen Kreuz II. Klasse wurde er nach dem Friedensschluss unter Beförderung zum Major am 21. September 1871 als etatmäßiger Stabsoffizier in das 3. Rheinische Infanterie-Regiment Nr. 29 versetzt. Im Herbst 1872 nahm er an der Generalstabsübungsreise des VIII. Armee-Korps teil. Am 11. Januar 1873 wurde er in das 2. Garde-Regiment zu Fuß versetzt. Er war hier ab dem 18. August 1874 als Kommandeur des II. Bataillons tätig und avancierte Ende März 1877 zum Oberstleutnant sowie Mitte September 1881 zum Oberst. Unter Stellung à la suite beauftragte man ihn am 18. Oktober 1881 zunächst mit der Führung des 7. Rheinischen Infanterie-Regiments Nr. 69, bevor er am 17. Januar des Folgejahres zum Kommandeur ernannt wurde.
Unter Stellung à la suite des Regiments wurde John am 22. März 1887 mit Wirkung zum 1. April mit der Führung der in Straßburg neuformierten 66. Infanterie-Brigade beauftragt. Am 14. Mai 1887 erfolgte seine Beförderung zum Generalmajor und die Ernennung zum Kommandeur dieser Brigade. Daran schloss sich am 24. März 1890 eine Verwendung in Königsberg als Generalleutnant und Kommandeur der 2. Division an. In dieser Eigenschaft erhielt er im Mai 1890 den Stern zum Roten Adlerorden II. Klasse mit Eichenlaub und Schwertern am Ringe. John wurde in Genehmigung seines Abschiedgesuches am 20. Juli 1892 mit Pension zur Disposition gestellt. Anlässlich seiner Verabschiedung verlieh ihm Wilhelm II. den Kronen-Orden I. Klasse.

### Familie
John hatte sich am 21. Juni 1859 in Koitz mit Agnes Ludwig verheiratet. Aus der Ehe gingen die vier Kinder Valeska (* 1860), Kurt (* 1862), Hermann (* 1863) und Alice (* 1868) hervor.